# Филатовский сельский совет
Филатовский сельский совет (укр. Філатівська сільська рада, крымскотат. Filatovka köy şurası), согласно законодательству Украины — административно-территориальная единица в Красноперекопском районе Автономной Республики Крым.
Население по Всеукраинской переписи 2001 года — 1291 человек. Площадь сельсовета 91 км².
К 2014 году состоял из 2 сёл:
- Филатовка
- Карпова Балка

## История
В 1980 году в Крымской области УССР в СССР был образован Филатовский сельский совет выделением сёл из Почётненского сельсовета. С 12 февраля 1991 года сельсовет в восстановленной Крымской АССР, 26 февраля 1992 года переименованной в Автономную Республику Крым. С 21 марта 2014 года — аннексирован Россией. Законом «Об установлении границ муниципальных образований и статусе муниципальных образований в Республике Крым» от 4 июня 2014 года территория административной единицы была объявлена муниципальным образованием со статусом сельского поселения.